# گشت شبانه (نقاشی)

گشت شبانه (۱۶۴۲) اثر نقاش هلندی رامبراند (۱۶۰۶ - ۱۶۶۹ میلادی)

گشت شبانه یا نگهبانِ شب (به انگلیسی: The Night Watch) (به هلندی: De Nachtwacht) مشهورترین و پرحاشیه‌ترین اثر نقاش مشهور هلندی، رامبراند (۱۶۰۶ - ۱۶۶۹ میلادی) است.
این اثر که در سال ۱۶۴۲ و در اوج دوران طلایی هلند ترسیم شده‌است، سالیان سال عنوانی اشتباه را با خود یدک می‌کشید. نام اصلی این اثر، همراهی کاپیتان فرانس بَنینگ کاک با سروان ویلم ون رایتنبرگ است. رامبرانت مردی متموّل بود و معمولاً برای کارهایش دستمزد بالایی طلب می‌کرد. در این کار از هر فردی که در تصویر بود، ۱۰۰ گیلدر طلب کرد و در مجموع دستمزدی معادل ۱۶۰۰ گیلدر گرفت که در تاریخ هلند، رقمی افسانه‌ای بود. بعضی از آن افراد گله‌مند بودند که چرا همه آن ها کارمزد یکسان دادند اما چهره بعضی کاملا واضح نیست.
در سال ۱۹۷۵، معلم مدرسه‌ای که تازه از کار بی کار شده بود، با کارد آشپزخانه به تابلو حمله کرد و شیاری زیگ زاگ در بوم به وجود آورد که بعدها تا حدودی ترمیم شد. همچنین در سال ۱۹۹۰، فردی دیگر که دارای اختلالات روانی تشخیص داده شد، با اسید به تابلو حمله کرد اما او نیز در کارش موفق نبود.
این اثر هم‌اکنون در موزه امپراتوری یا موزه ملی هلند (به هلندی: Rijksmuseum) (به انگلیسی: National museum) در شهر آمستردام نگهداری می‌شود. روزانه بین چهار تا پنج هزار نفر از این تابلو دیدن می‌کنند.
به دلیل آسیب‌های جدی که به این اثر وارد شده‌است، ارزش مادی‌اش حدود یک میلیون دلار برآورد شده‌است.

## بازسازی بخش بریده شده
بر پایه یک کپی از این نقاشی که در سده هفدهم میلادی توسط لوندنس کشیده شده روشن شده که بخش‌هایی از «نگهبان شب» برای جای‌گرفتن در یکی از اتاق‌های کاخ سلطنتی در مرکز آمستردام بریده شده است. موزه ملی هلند این کار را موضوعی اسف‌بار در پیشینه این نقاشی اعلام و در ژوئن ۲۰۲۱ بخش‌های بریده شده را بازسازی کرد. هنوز روشن نیست بخش‌های بریده شده همچنان در جایی وجود دارند یا خیر.